# Dragnet (film, 1987)
Pour les articles homonymes, voir Dragnet.
Pour plus de détails, voir Fiche technique et Distribution.
Dragnet (Dragnet) (Joe Friday au Québec) est un film américain réalisé par Tom Mankiewicz, sorti en 1987. Le titre fait référence à la fameuse série policière américaine Dragnet (aussi appelée Badge 714 ), créée par Jack Webb, où l'on suivait les aventures policières du Sergent Joe Friday, policier à Los Angeles et sa fameuse réplique « Je m'appelle Friday, je suis flic ».

## Synopsis
Le sergent Joe Friday, officier de police de la ville de Los Angeles, est chargé par son chef, le capitaine Bill Gannon, d'enquêter sur une série de crimes perpétrés par une mystérieuse organisation se nommant les « Païens ». Pour cela, le capitaine lui adjoint un nouvel équipier. Friday, étant naturellement strict, rigoureux et respectant le règlement au pied de la lettre, s'attend à avoir un partenaire digne de ce nom. Mais le détective Pep Streebek, qui se présente à lui, est tout son contraire. Ayant enfilé une tenue plus réglementaire, Streebek accompagné de Friday, commencent leur enquête au zoo où un vol a eu lieu, puis se rendent chez la dernière victime en date des « Païens », Jerry Caesar, propriétaire du magazine érotique Bait, magazine qui est la cible prioritaire des « Païens ».

## Fiche technique
- Titre : Dragnet
- Réalisation : Tom Mankiewicz
- Scénario : Dan Aykroyd, Alan Zweibel et Tom Mankiewicz d'après la série radiophonique et télévisée de Jack Webb
- Directeur artistique : Frank Richwood
- Chef décorateur : Robert F. Boyle
- Décorateur de plateau : Arthur Jeph Parker
- Costumes : Taryn De Chellis[1]
- Maquillage : Jerry O'Dell[2] et Daniel C. Striepeke[3]
- Directeur de la photographie : Matthew F. Leonetti
- Montage : William D. Gordean[4] et Richard Halsey
- Musique : Ira Newborn
- Production : 
  - Producteur : David Permut et Robert K. Weiss
  - Producteur délégué : Bernie Brillstein
  - Producteur associée : Don Zepfel
- Société(s) de production : Universal City Studios et Applied Action
- Société(s) de distribution :  Universal Pictures,  United International Pictures (UIP)
- Budget et recette 
  - Budget : 20 000 000 $ US[5]
  - Recette : (États-Unis) 57 387 516 $ US[6]
- Pays de production :  États-Unis
- Langue originale : anglais
- Format : couleur – 35 mm – 1,85:1 – Dolby
- Genre : comédie policière
- Durée : 105 minutes
- Dates de sortie : 
  - États-Unis : 26 juin 1987
  - France : 13 janvier 1988

## Distribution
- Dan Aykroyd (VF : Marc François) : sergent Joe Friday
- Tom Hanks (VF : Éric Legrand) : inspecteur Pep Streebek
- Christopher Plummer (VF : Jean-Claude Michel) : révérend Jonathan Whirley
- Harry Morgan (VF : Jean Berger) : capitaine Bill Gannon
- Alexandra Paul (VF : Régine Teyssot) : La Vierge Connie Swail
- Jack O'Halloran (VF : Michel Barbey) : Emil Muzz
- Elizabeth Ashley : Jane Kirkpatrick
- Dabney Coleman (VF : Fernand Berset) : Jerry Caesar
- Kathleen Freeman (VF : Paule Emanuele) : Enid Borden
- Bruce Gray (VF : Robert Bazil) : Peter Parvin (le maire)
- Lenka Peterson : la grand-mère Mundy
- Nina Arvesen : la policière à moto
- Meg Wyllie : Mme Gannon
- Peter Leeds : Roy Grest
- Dona Speir: Baitmate

## Autour du film
- On notera la présence au générique de Christopher Mankiewicz, frère de Tom Mankiewicz et tous deux fils de Joseph Leo Mankiewicz, ainsi que de Peter Aykroyd (jeune frère de Dan Aykroyd), qui a aussi composé les deux titres suivants de la bande son du film : City of Crime avec Dan Aykroyd & Pat Thrall et Dance or Die avec Pat Thrall.
- Dan Aykroyd et Tom Hanks chantent eux-mêmes sur le titre City of Crime.
- C'est le groupe Art of Noise qui interprète Dragnet (Danger Ahead/Dragnet March).
- Harry Morgan, qui reprend son rôle du capitaine Bill Gannon, n'est pas un inconnu ; en effet, il fut le partenaire de Jack Webb, alias le sergent Joe Friday, durant « la deuxième série » de la série Dragnet, diffusée entre le 12 janvier 1967 et le 16 avril 1970 aux États-Unis.
- Le personnage de Jerry Caesar, qu'incarne Dabney Coleman, est une caricature de Larry Flynt.
- Le film a dépassé les 70 millions de recette aux États-Unis.